# Shampoo (banda)
Shampoo foi uma dupla inglesa de música pop da década de 1990, formada por Jacqueline "Jacqui" Blake (nascida em 23 de novembro de 1974 em Woolwich), e Caroline "Carrie" Askew (nascida em 4 de maio de 1977 em Plumstead). Sua canção de 1994 "Trouble" alcançou a posição de número 11 na parada britânica UK Singles Chart, e em 1995 foi incluída no filme Mighty Morphin Power Rangers: The Movie.

## História
Jacqui Blake e Carrie Askew eram melhores amigas na Plumstead Manor School, uma escola secundária para meninas em Plumstead, Londres, Inglaterra. No início dos anos noventa, elas começaram a escrever Last Exit, um fanzine sobre a banda galesa Manic Street Preachers, e posteriormente, em 1992, apareceram no vídeo deles da canção "Little Baby Nothing". Elas também escreviam um fanzine sobre a banda Fabulous.
Durante esse período, elas formaram o Shampoo, nome derivado do apelido delas na escola de 'as garotas do shampoo', por alegarem estar 'lavando o cabelo' ao recusar convites de encontros.
Seu primeiro single "Blisters and Bruises" (coescrito por Lawrence das bandas Felt e Denim), com os b-sides "Paydirt" e "I Love Little Pussy", foi lançado pela Icerink Records (uma gravadora de curta duração criada por Bob Stanley e Pete Wiggs da banda inglesa Saint Etienne) em vinil rosa de 7" em setembro de 1993. Este e seu single seguinte, "Bouffant Headbutt", lançado no final de 1993, receberam críticas favoráveis na imprensa musical, como nas revistas britânicasNME e Melody Maker, mas venderam poucas cópias.
Embora seus dois primeiros singles fossem típicos das bandas Riot grrrl, que começavam a ser notadas na época, o ano seguinte viu o lançamento do single "Trouble", em agosto, e, em setembro, do álbum We Are Shampoo, o qual exibia um som mais amigável ao rádio, mas ainda com muito de sua abrasividade anterior. "Dirty Old Love Song" criticava Mariah Carey e Whitney Houston (cujo "I Will Always Love You" foi o single mais vendido no ano anterior no Reino Unido). "Shiny Black Taxi Cab" sobre uma noite na cidade que deu errado (terminando com uma seção falada pelo 'motorista de táxi' reclamando para um novo passageiro sobre duas garotas bêbadas que vomitaram em seu táxi na semana anterior). We Are Shampoo vendeu mais de um milhão de cópias, com a maioria das vendas sendo no Japão e no resto da Ásia.
"Trouble" alcançou a 11ª posição nas paradas do Reino Unido, colocando o grupo no Top of the Pops, e na capa da revista Smash Hits. No restante de 1994, Shampoo se saiu bem, encontrando fãs tanto na cena musical mainstream quanto na alternativa – impulsionado em parte por sua ligação com os fãs do Manic Street Preachers. A banda teve um sucesso moderado no Japão. "Trouble" foi incluída no filme de 1995 Mighty Morphin Power Rangers: The Movie, e também apareceu na trilha sonora do filme. A canção também apareceu no filme Foxfire, de 1996, e no filme Trojan War de 1997. O single de britpop "Delicious" alcançou a 21ª posição no Reino Unido em fevereiro de 1995, e também é tocado no filme de 1997 Casper: A Spirited Beginning. A canção "Don't Call Me Babe" foi incluída na trilha sonora do filme Barb Wire, de 1996.
Em julho de 1996, uma semana antes das Spice Girls estrearem na parada britânica UK Singles Chart com "Wannabe", a dupla entrou na parada com uma canção chamada "Girl Power". No entanto, essa canção alcançou a posição de número 25 e ficou nas paradas por apenas quatro semanas, o que significa que, quando lançaram seu segundo álbum, também chamado Girl Power, suas vendas estavam em declínio. Em setembro de 1996, elas lançaram um cover de "I Know What Boys Like", da banda estadunidense The Waitresses, a qual tornou-se sua última canção a entrar nas paradas, chegando à posição de número 42. Após o álbum Girl Power entrar na parada britânica UK Albums Chart, a dupla se separou de Food Records, e o terceiro álbum do Shampoo, Absolute Shampoo, foi lançado exclusivamente na Internet em 2000, por não conseguirem assinar contrato com uma gravadora. A dupla se desfez logo depois.
A banda Shampoo frequentemente citava suas principais influências como sendo os Sex Pistols, Gary Numan e os Beastie Boys, enquanto também afirmava ser grandes fãs de East 17 e Take That. A banda fez um cover da canção "Cars" de Numan, no lado b de seu single "Girl Power", enquanto um cover de "House of Love" do East 17 foi incluído em seu álbum de estreia.
Em maio de 2007, o álbum We Are Shampoo foi relançado no Reino Unido com as faixas bônus dos b-sides.

## Discografia
A discografia de Shampoo é composta por quatro álbuns de estúdio, duas coletâneas e dez singles.

### Álbuns de estúdio
| Ano  | Álbum | Melhor posição nas paradas musicais | Melhor posição nas paradas musicais | Melhor posição nas paradas musicais |
| Ano  | Álbum | AUS                                 | JAP                                 | UK                                  |
| ---- | --- | ----------------------------------- | ----------------------------------- | ----------------------------------- |
| 1994 | We Are Shampoo - Gravadoras: Food, Parlophone, Toshiba EMI-Ltd, Cherry Red - Nota: Relançado com 6 B-sides em 2007. | 137                                 | 8                                   | 45                                  |
| 1995 | Shampoo or Nothing - Gravadora: Toshiba EMI Ltd - Nota: Edição japonesa de Girl Power                               | –                                   | –                                   | –                                   |
| 1996 | Girl Power - Gravadoras: Food, Parlophone - Nota: Edição britânica de Shampoo or Nothing                            | 192                                 | –                                   | –                                   |
| 2000 | Absolute Shampoo - Gravadors: Shampoo - Nota: Vendido apenas na internet                                            | –                                   | –                                   | –                                   |

### Álbuns de compilação
| Ano  | Álbum                                                                                      | Melhor posição nas paradas musicais |
| Ano  | Álbum                                                                                      | JAP                                 |
| ---- | ------------------------------------------------------------------------------------------ | ----------------------------------- |
| 1995 | Delicious - Gravadora: Toshiba EMI Ltd - Nota: Lançamento japonês com B-sides/faixas raras | 6                                   |
| 1998 | The Greatest - Gravadora: Toshiba EMI Ltd - Nota: Lançamento japonês                       | –                                   |